# Bråvallavägens station
Bråvallavägen är en järnvägsstation i Danderyd för Roslagsbanan mellan Djursholms Ösby och Enebyberg. Stationen öppnades 1909 och ligger i anslutning till gatan med samma namn. 2014 renoverades järnvägsbron vid stationsområdet. Stationen består av två plattformar, tågen till/från Österskär stannar på stationen medan till/från Kårsta enbart passerar stationen. 2013 krockade två tåg vid stationen vid en tågkoppling mellan vagnar.
Antalet påstigande en genomsnittlig vintervardag (2018) är cirka 150.
Stationen planeras att läggas ned i samband med Roslagsbanans utbyggnad till T-centralen.

## Bilder

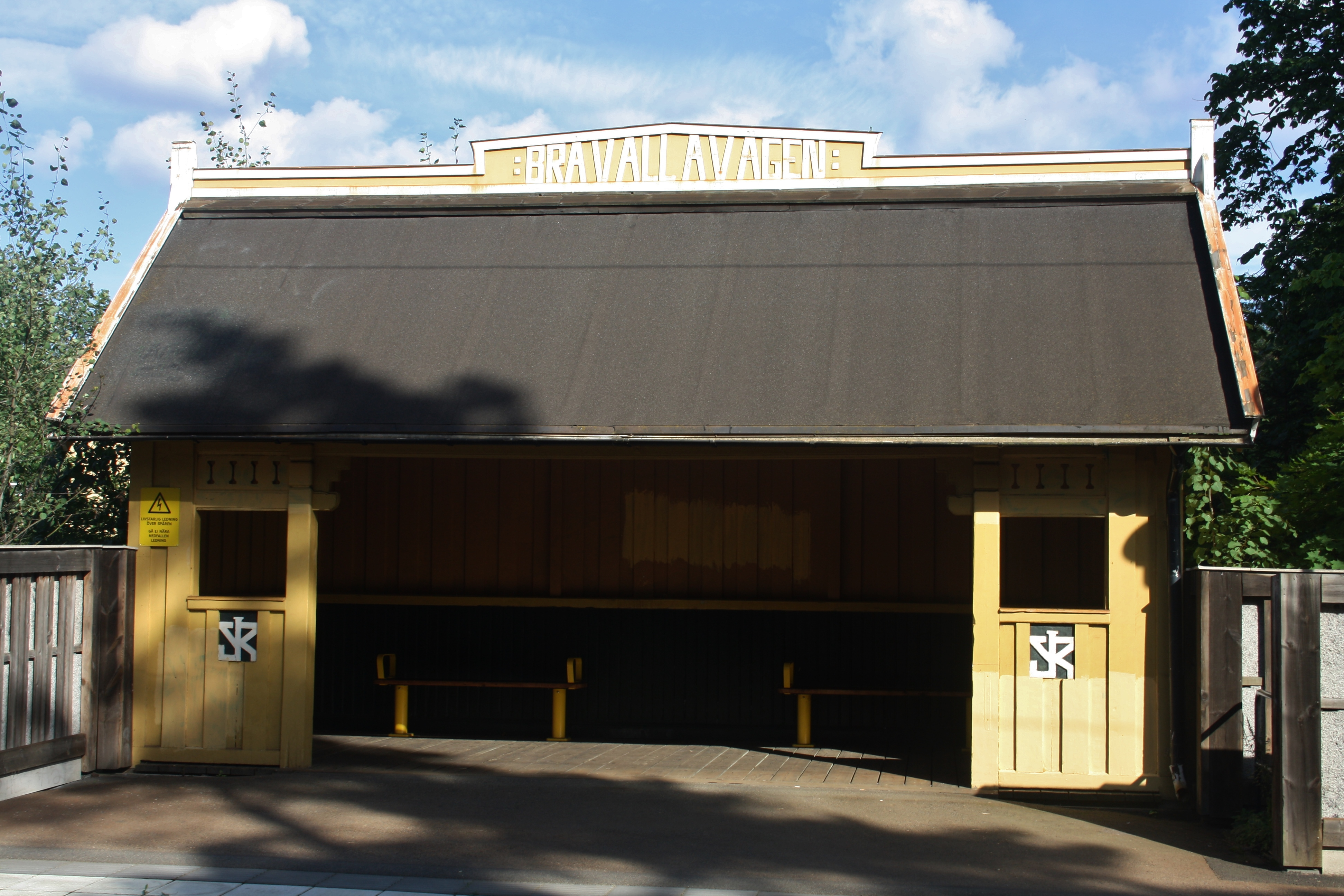
Äldre väntkur på Bråvallavägen.
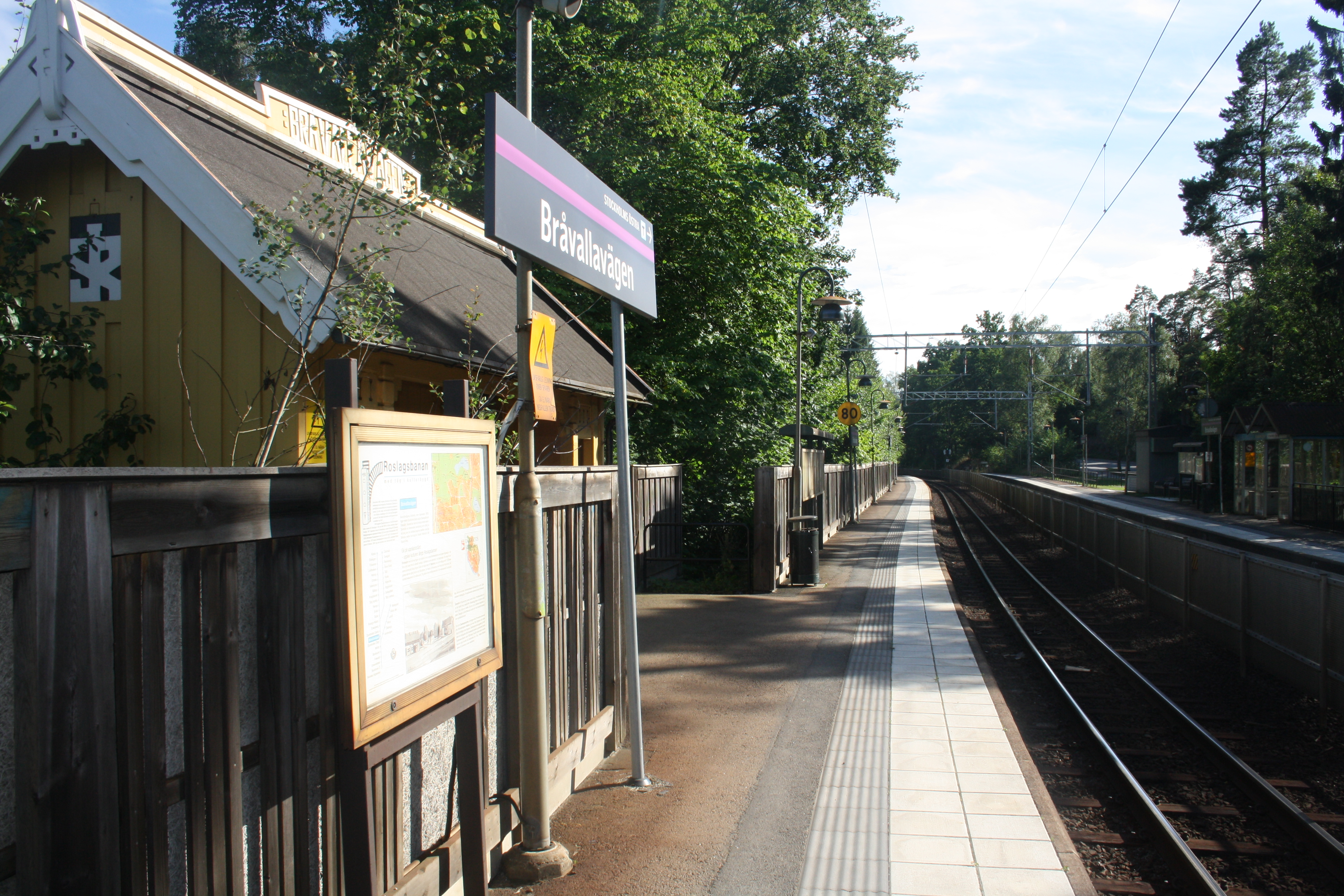
Perrongen.
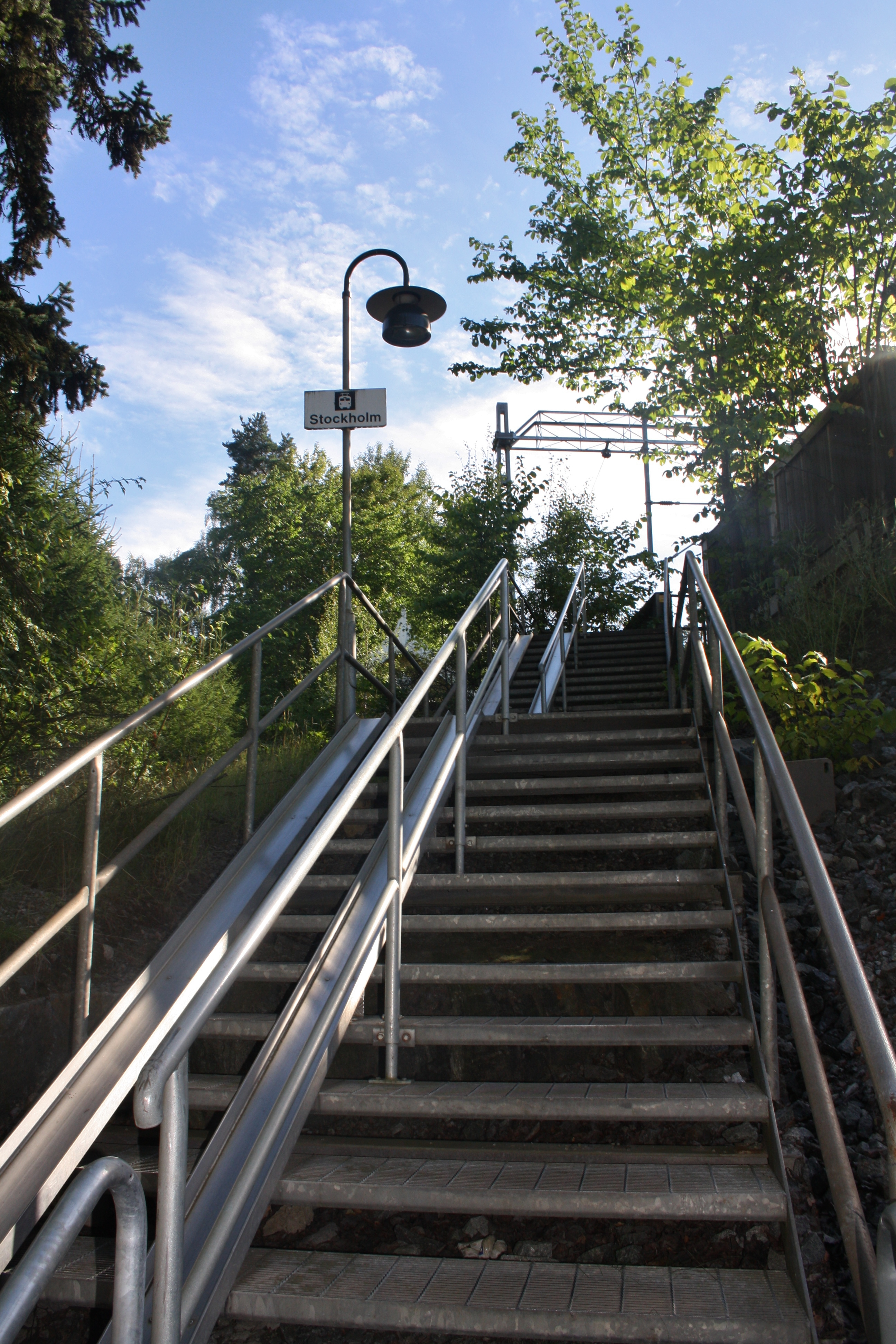
Uppgång till stationen.